# مجاهد أحمد محمد
مجاهد أحمد محمد الفكي (19 يناير 1976 - ) هو لاعب كرة قدم سوداني معتزل.

## الإنجازات

### الهلال
- الدوري السوداني الممتاز (4): 1999، 2003، 2004، 2005.
- كأس السودان (3): 2000، 2002، 2004.

### المريخ
- الدوري السوداني الممتاز (1): 2008.
- كأس السودان (2): 2000، 2002، 2004.

### المنتخب
- كأس سيكافا (1): 2006.

## وصلات خارجية
- مجاهد أحمد محمد على موقع قاعدة بيانات كرة القدم.إي يو (الإنجليزية)
- مجاهد أحمد محمد على موقع ناشيونال فوتبول تيمز (الإنجليزية)